# Tatsuki Fujimoto
Pour les articles homonymes, voir Nagisa Fujimoto.
Tatsuki Fujimoto (藤本 タツキ, Fujimoto Tatsuki) est un mangaka japonais né à Akita en 1993. Il est notamment connu pour Fire Punch et Chainsaw Man.

## Biographie
Tatsuki Fujimoto est né à Akita au Japon, le 10 octobre 1993, et commença très tôt à dessiner. N'ayant pas d'établissements préparatoires à l'équivalent des Beaux-Arts japonais à proximité du domicile familial, il a suivi les cours de peintures de ses grands-parents, où il s'est notamment exercé dans la peinture à l'huile. Il est diplômé en peinture occidentale de l'Université d'art et de design du Tōhoku de Yamagata, préfecture de Yamagata en 2014.

## Carrière
À 17 ans, Fujimoto dessine son premier one shot, Deux poules au fond du jardin (庭には二羽ニワトリがいた, Niwa ni wa niwa niwatori ga ita), nommé pour le prix mensuel du Jump SQ. de décembre 2011, qui est ensuite publié le 17 juillet 2017 dans le Shōnen Jump+. Grâce à son one shot suivant, Seigi no mikata (正義の見方), il participe à la 10e édition du Grand Prix « Supreme Comic » saison II de 2013. Son troisième, Kami hikouki (かみひこうき), lui permit d'obtenir le prix spécial du jury du Crown Newcomer Award de la Shūeisha en mai 2013. Son quatrième one-shot, L'élève Sasaki a arrêté une balle (佐々木くんが銃弾止めた, Sasaki-kun ga jūdan tometa), remporte le prix « mention honorable » du Crown Newcomer Award en juillet 2013, publié plus tard dans le Shōnen Jump+ le 13 juin 2016. Il publie ensuite L'amour est aveugle (恋は盲目, Koi wa mōmoku) pour lequel il gagne le prix mention honorable du Crown Newcomers' Awards en novembre 2013, ; il fut par ailleurs le premier de ces one-shot à être publié, lancé dans le Jump SQ.19 le 19 avril 2014. Il publie ensuite Shikaku (シカク) le 19 juin 2014 toujours dans le Jump SQ.19, puis La rhapsodie des sirènes (人魚ラプソディ, Ningyo Rhapsody) publié le 19 décembre 2014 et La prophétie de Nayuta (予言のナユタ, Yogen no Nayuta) publié en août 2015 dans le Jump Square.
Le manga Fire Punch est le premier projet en feuilleton de Fujimoto qui est prépublié sur la plateforme en ligne Shōnen Jump+ du 18 avril 2016 au 1er janvier 2018,. Les chapitres de la série sont également édités et compilés en huit volumes tankōbon,. Fujimoto publie aussi le 24 avril 2017 dans le Shōnen Jump+, Le syndrome de métamorphose en fille au réveil (目が覚めたら女の子になっていた病, Me ga Sametara Onnanoko ni Natteita Yamai), puis le one shot La grande sœur de la petite sœur (妹の姉, Imōto no anche) dans le Jump Square de juin 2018.
Du 3 décembre 2018 au 14 décembre 2020, Fujimoto publie la première partie de Chainsaw Man dans le Weekly Shōnen Jump. En septembre 2021, la série compte onze volumes reliés au Japon et onze volumes en France,,. La deuxième partie est publiée à partir du 13 juillet 2022 dans le Shōnen Jump+. En 2021, Chainsaw Man remporte la 66e édition du Prix Shōgakukan. Une adaptation de la série en anime a également été annoncée et celle-ci sera produite par le Studio MAPPA et sera diffusé en 2022.
Fujimoto a illustré la couverture de l'anthologie des romans Gofun de Yomeru Kyōgaku no Rasuto no Monogatari (５分で読める驚愕のラストの物語), sortie le 2 avril 2021. Il participe également, en tant qu'invité et juge à l'émission de téléréalité MILLION TAG organisé par la plateforme Shonen Jump+ de la Shueisha.
Le 19 juillet 2021, Fujimoto publie un one-shot du nom de Look Back (ルックバック, Rukku Bakku) sur la plateforme Shonen Jump+,. Pour créer cette histoire, Fujimoto s'est inspiré librement de ses débuts de mangaka. La Shueisha édite l'histoire dans un seul volume le 3 septembre 2021. Look Back est classé premier dans le classement Kono Manga wo Yome! des meilleurs mangas pour les lecteurs masculins.
Les différents one-shots de Fujimoto qui ont été fait avant Chainsaw Man sont publiés dans une anthologie du nom de Fujimoto Tatsuki Tanpenshū (藤本タツキ短編集) présentés en deux volumes 17-21 et 22-26 sortis respectivement le 4 octobre 2021 et le 4 novembre 2021,,. Fujimoto illustre la couverture du roman Chensō Man Badi Sutōrīzu (チェンソーマン　バディ・ストーリーズ) publié le 4 novembre 2021. Il a également illustré une version de l'un des quarante-deux volumes du manga Dragon Ball pour le projet Dragon Ball Super Gallery Project, célébrant le 40e anniversaire de la série, qui a été publiée dans Saikyō Jump le 3 décembre 2021,.
Le 11 avril 2022, Fujimoto publie un one-shot de 200 pages du nom de Adieu Eri (さよなら絵梨, Sayonara Eri) sur la plateforme Shonen Jump+,. La Shueisha édite l'histoire dans un seul volume le 4 juillet 2022.
Le 4 juillet 2022, en collaboration avec  Oto Tōda s'occupant du dessin, Fujimoto publie le one-shot Just Listen to the Song (フツーに聞いてくれ, Futsū ni Kiitekure) sur la plateforme Shonen Jump+.

## Œuvres
- Deux poules au fond du jardin (2011, one shot)
- L'élève Sasaki a arrêté une balle (juillet 2013, one shot)
- L'amour est aveugle (novembre 2013, one shot)
- Shikaku (19 juin 2014, one shot)
- La rhapsodie des sirènes (19 décembre 2014, one shot)
- La prophétie de Nayuta (août 2015, one shot)
- Fire Punch (avril 2016 - janvier 2018)
- Le syndrome de métamorphose en fille au réveil (24 avril 2017, one shot)
- La grande sœur de la petite sœur (18 juin 2018, one shot)
- Chainsaw Man (depuis décembre 2018)
- Look Back (19 juillet 2021, one shot)
- Adieu Eri (11 avril 2022, one shot)
- Just Listen to the Song (4 juillet 2022, one shot)